# Running (пісня Андраша Каллаї-Сондерса)
«Running» (Бігти) — пісня  угорсько-американського співака Андраша Каллаї-Сондерса, з якою він представляв Угорщину на пісенному конкурсі  «Євробачення 2014». У фіналі конкурсу пісня набрала 143 бали та посіла 5 місце.
Пісня була вибрана 22 лютого 2014 року в національному відборі Угорщини.